# West Caister
West Caister – wieś w Anglii, w hrabstwie Norfolk, w dystrykcie Great Yarmouth. Leży 28 km na wschód od Norwich i 178 km na północny wschód od Londynu. Miejscowość liczy 195 mieszkańców.